# Eublemma stalii
Eublemma stalii là một loài bướm đêm trong họ Erebidae.